# 尊

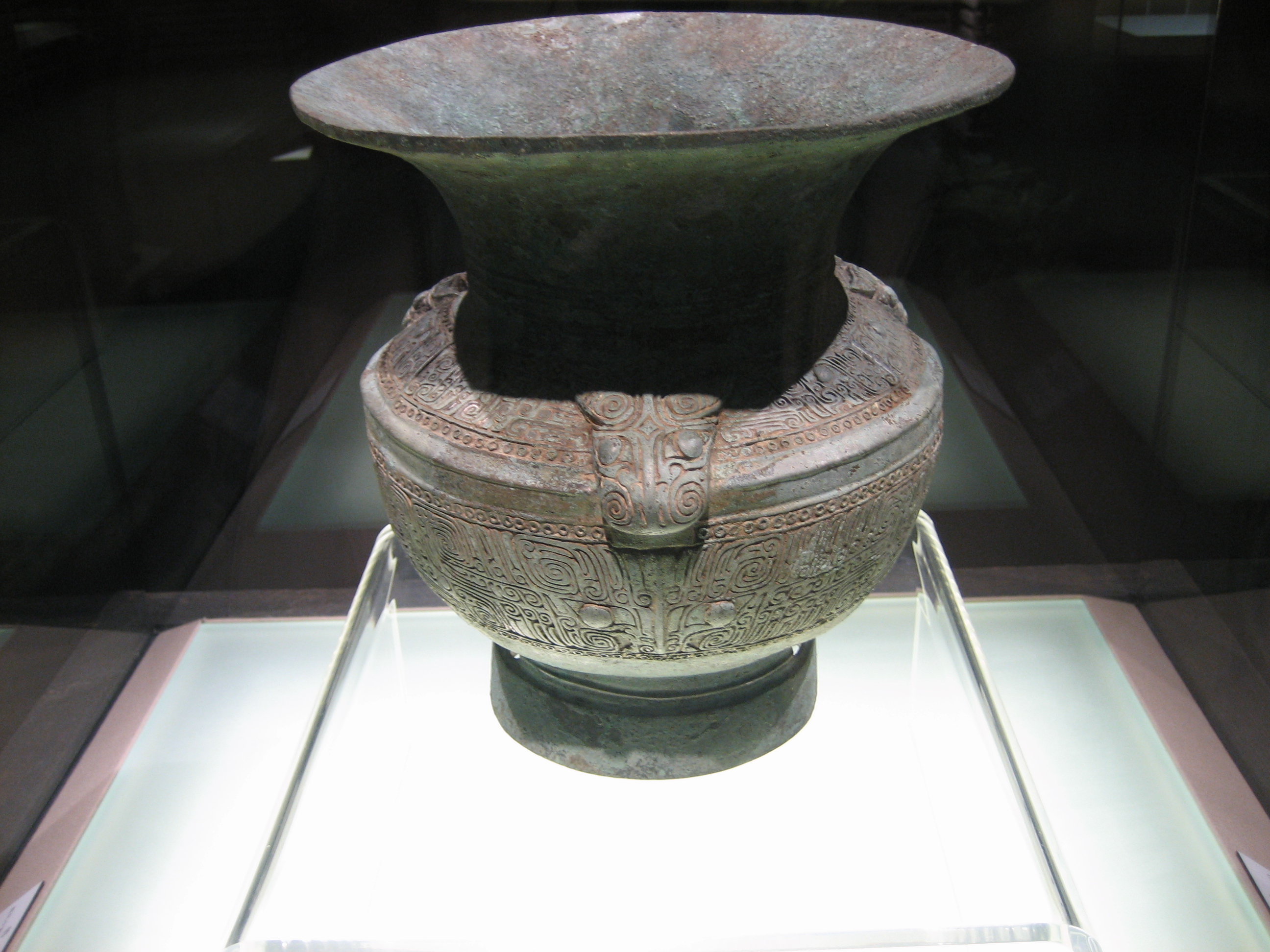
商代中期的兽面纹尊

尊，今又作樽，指商周时期的一类中大型青铜盛酒器。尊的形制圈足，圆腹或方腹，长颈，敞口，口径较大。尊盛行于商代至西周时期，春秋后期已经少见。较著名的有四羊方尊。
商周至战国时期，还有另外一类形制特殊的盛酒器—犧尊。牺尊通常呈鸟兽状，有鼠、牛、虎、兔、龍、蛇、馬娘、猴、雞、狗、
豬等形象。牺尊纹饰华丽，在背部或头部有尊盖。

## 释名
- 在青铜器铭文中，“尊”、“彝”两字通常连用，此时“尊”字是成组礼器的共称。
- 直至北宋时期，人们才把上述盛酒器专称为尊。唐宋八大家之一的歐陽修於其作品中有「尊前擬把歸期說」之句。
- 至今粵語仍然稱瓶為「樽」。中華大字典引文選沈休詩（昭明文選・詩己・卷第三十・雜詩下・三月三日率爾成篇：「象筵鳴寶瑟，金瓶汎羽卮。」〘……漢書曰：莽何羅行觸寶瑟。瓶，酒器也。〙）而指瓶有酒容器義。[1]粵語稱瓶爲樽或從此。